# Кілька днів із життя І. І. Обломова
«Кі́лька дні́в із життя́ І. І. Обло́мова» (рос. «Несколько дней из жизни И. И. Обломова») — художній фільм режисера Микити Михалкова за мотивами роману І. А. Гончарова «Обломов».
У XIX столітті російські поміщики жили нудно і ліниво. Важко їм було знайти своє місце в житті, реалізувати себе як особистість. Ось і головний герой фільму — Ілля Обломов — не бажав працювати лише ради примноження свого статку, оскільки не бачив в цьому високої мети для себе.
Лежачи на дивані і вдаючись до «філософських» роздумів про сенс життя, Обломов багато чого втратив у цьому житті, зокрема і своє кохання — Ольгу. Коли вона зневірилась достукатися до його серця, то вийшла заміж за іншого.
Фільм знімався в селі Стара Басань Бобровицького району Чернігівської області.